# Dipartimento di Tumbaya
Tumbaya è un dipartimento argentino, situato nella parte centrale della provincia di Jujuy, con capoluogo Tumbaya.
Esso confina con i dipartimenti di Cochinoca, Humahuaca, Tilcara, Ledesma e Doctor Manuel Belgrano, e con la provincia di Salta.
Secondo il censimento del 2010, su un territorio di 3.442 km², la popolazione ammontava a 4.658 abitanti, con un aumento demografico del 2,3% rispetto al censimento del 2001.
Il dipartimento comprende (dati del 2001) 3 commissioni municipali:
- Purmamarca
- Tumbaya
- Volcán